# Serycyna
Serycyna, klej jedwabny – białko z grupy skleroprotein, zlepiające włókna fibroinowe jedwabiu naturalnego. Zawiera do 40% reszt seryny, a także reszty glicyny i kwasu asparaginowego. Wykazuje działanie przeciwbakteryjne, m.in. wobec bakterii E. coli i S. aureus.
Jest produktem ubocznym produkcji jedwabiu. Może być jednak wykorzystywana jako krioprotektant oraz do otrzymywania materiałów biokompatybilnych i antykoagulacyjnych. 